# 神戸市立須磨海づり公園

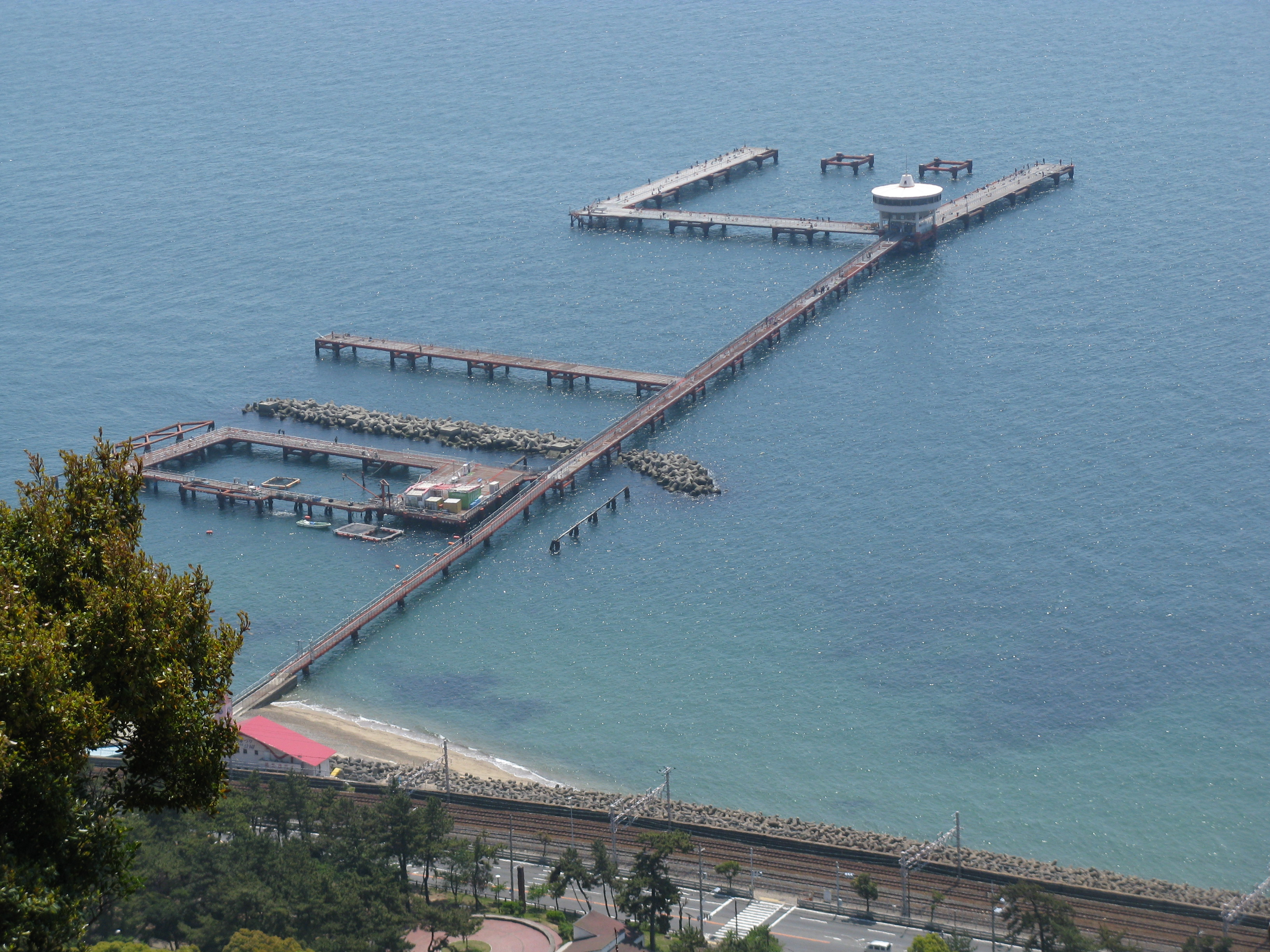

神戸市立須磨海づり公園（こうべしりつすまうみづりこうえん）は、神戸市須磨区に存在するレジャー施設。海岸から沖合に向けて桟橋（釣台）が伸びており、料金を払い海釣りができる施設となっている。2018年の台風21号で被害を受けたため休園となっていたが、2024年（令和6年）11月1日にリニューアルオープンすることとなった。

## 施設

### 当初の施設
釣り場は大きく4つの第1釣台から第4釣台からなり、第1釣台と第2釣台の間には特徴的な円形管理棟があった。この円形管理棟の中には売店とレストランがあり公園のシンボルになっていた。また海岸線に近い第4釣台はマダイの釣場（海洋放牧場）とされた。2018年までの料金は基本料（大人4時間）1,000円。クロダイ（チヌ）やアジ、サバ、タチウオなどベテランから初心者まで幅広い魚種を狙える釣り場となっていた。上の写真は2010年4月ごろの様子。　　　　　　　　　　　　　　　　　　　　　　　　　　　　　　　　　　　　　　　　　　　　　　　　　　　　　　　　　　　　　　　　　　　　　　　　　　　　　　　　　　　　　　　　　　　　　　　　　　　　　　　　　　　　　　　

### リニューアル
2018年の台風21号により特に沖側の釣り場は大きな被害を受けた。
神戸市は2022年（令和4年）10月5日に指定管理者制度を導入して2024年度の施設再開を目指す方針を明らかにした。計画では沖側の第1釣り台と第2釣り台を撤去し、陸側の第3釣り台と第4釣り台と売店をリニューアルするとともに釣り以外のレジャー施設を加える方針とした。
2023年（令和5年）8月23日には円形管理棟が撤去され、同年11月末までに管理等の土台部分と一部の釣場が撤去された。
2024年のリニューアルオープンで釣り場では300人近くが釣りを楽しめるように整備され、海岸にはテーブルやテラス席が新設され、新たに「海鮮食堂すま家」がオープンすることとなった。

## 歴史

### 開業
1976年（昭和51年）に釣り客と漁業者のすみわけを図るために開園した。最盛期の1984年には入場者数約12万人が来園したが徐々に減少。2016年度の入場者は約6万人だった。

### 台風の被害
2018年の台風21号では桟橋となる金属製の網の脱落や電気系統の損傷などの被害が出て、以後休園を余儀なくされた。神戸市では2020年に再開する計画で復旧を進めていたが、2021年まで復旧の目処は立っていなかった。

### 施設の再開へ
休園後、近隣の漁港で釣り人が増えて漁業者の活動に支障が出ていたほか、市民からも復旧の要望が寄せられ、神戸市は2022年（令和4年）10月5日に2024年度の施設再開を目指す方針を明らかにした。
食事や買い物もできるレジャー施設として整備され、2024年10月27日にプレオープンした後、11月1日にグランドオープンすることになった。

## アクセス等
- 須磨浦公園駐車場
- 須磨浦公園駅（山陽電車）